# سایش (زمین‌شناسی)

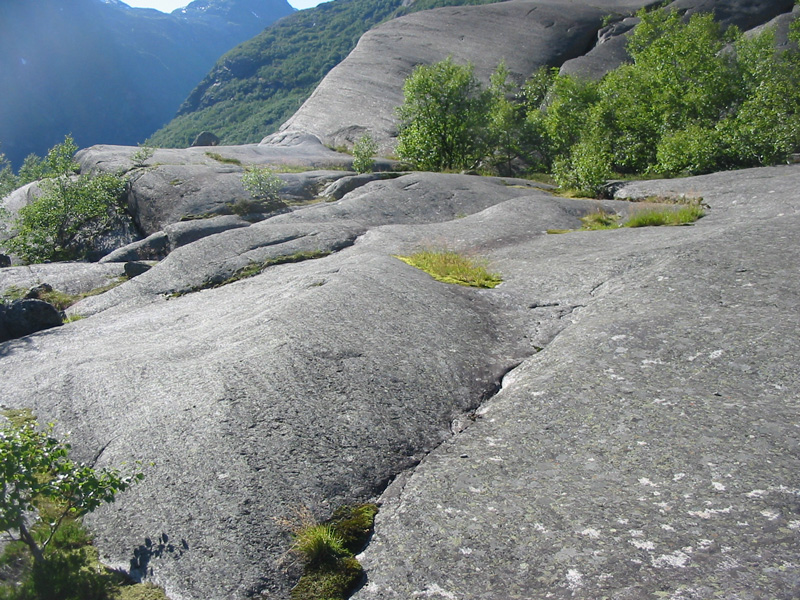
شست و ساب صخره در غرب نروژ

سایش (به انگلیسی: Abrasion) به ساییده شدن قسمتی از سطح زمین در اثر عمل باد، آب، یا یخ گفته می‌شود که این عمل ممکن است به کمک آوار متحرکی مانند ماسه به عنوان ماده ساینده انجام گیرد.